# Кінематичний коефіцієнт молекулярної (фізичної) в'язкості
Кінематичний коефіцієнт в'язкості повітря  
ν=μ/ρ , м²/с.
Величина залежить тільки від фізичних властивостей рідини й температури і не залежить від умов її руху. 
Одиницею в системі СГС є стокс (Ст), в системі SI – квадратний метр на секунду (м²/с); 1 Ст = 10-4 м²/с.